# Jacques Haeko
Jacques Haeko, né le 23 avril 1984 en Nouvelle-Calédonie, est un footballeur international néo-calédonien, ayant joué à l'AS Lössi.

## Palmarès

### En club
- Avec l'AS Lössi :
  - Vainqueur de la Coupe de Nouvelle-Calédonie en 2012

### Avec l'équipe de Nouvelle-Calédonie
- Finaliste de la Coupe d'Océanie 2012

### Distinctions personnelles
- Meilleur buteur de la Coupe d'Océanie en 2012 (6 buts)